# Rudolf Grossmann
Pour les articles homonymes, voir Grossmann.
Rudolf Großmann est un peintre et un illustrateur allemand né le 25 janvier 1882 à Fribourg-en-Brisgau où il est mort le 28 novembre 1941.

## Biographie
Rudolf Großmann a grandi dans un milieu artistique. Son grand-père était le peintre de cour Wilhelm Dürr, sa mère était  portraitiste. Il a d'abord étudié, de 1902 à 1904 à Munich la médecine et la philosophie, s'est lie avec Gustav Jagerspacher, puis est allé cinq ans à Paris, où il a été l'élève de Lucien Simon. Puis il s'est orienté vers la peinture de paysage sous l'influence de Paul Cézanne. 
Avec Jules Pascin, il a voyagé en Belgique et en Hollande. D'autres voyages d'étude l'ont mené au nord et au sud de la France, à Vienne, Budapest et Stockholm.
En 1910, il s'est établi à Berlin, et ensuite en partie avec son ami Hans Purrmann, il a recommencé à voyager en Engadine, à Munich, au Tegernsee et en Italie.
Dans les années 1920, il illustre de nombreux ouvrages et enseigne l'art à Berlin. En 1928, il est devenu professeur à l'École supérieure d'art de Berlin. Großmann faisait partie de la Berliner Secession et de la Deutscher Künstlerbund.
En 1934, après la prise de pouvoir par les Nazis, il est révoqué et retourne à Fribourg. Son art est décrété dégénéré, et 206 de ses œuvres sont confisquées. En 1937, trois ont été exposées dans l'exposition d'Art dégénéré organisée par les Nazis. 

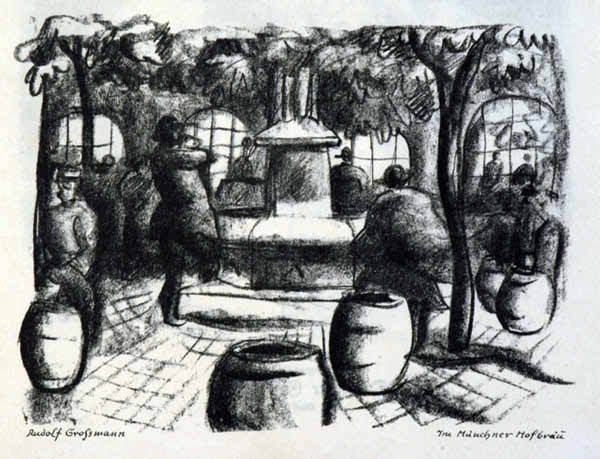
A la Hofbräuhaus de Munich, lithographie de 1916 en possession de la Galerie Saxonia

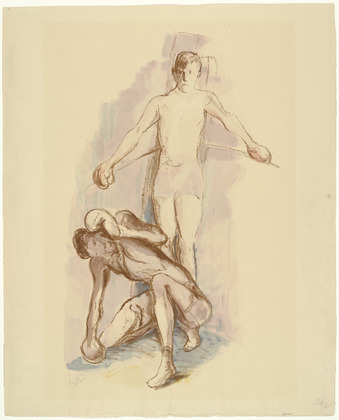
Le boxeur Hans Breitensträter, lithographie de 1921 au Museum of Modern Art

Récemment, une suite de 17 lithographies érotiques éditée à Munich en 1921 a été retrouvée.